# Pomník obránců Gdyně 1939
Pomník obránců Gdyně 1939, polsky Pomnik Obrońców Gdyni 1939, se nachází v parku v části Kolibki městské čtvrti Orłowo města Gdyně v Pomořském vojvodství.

## Galerie

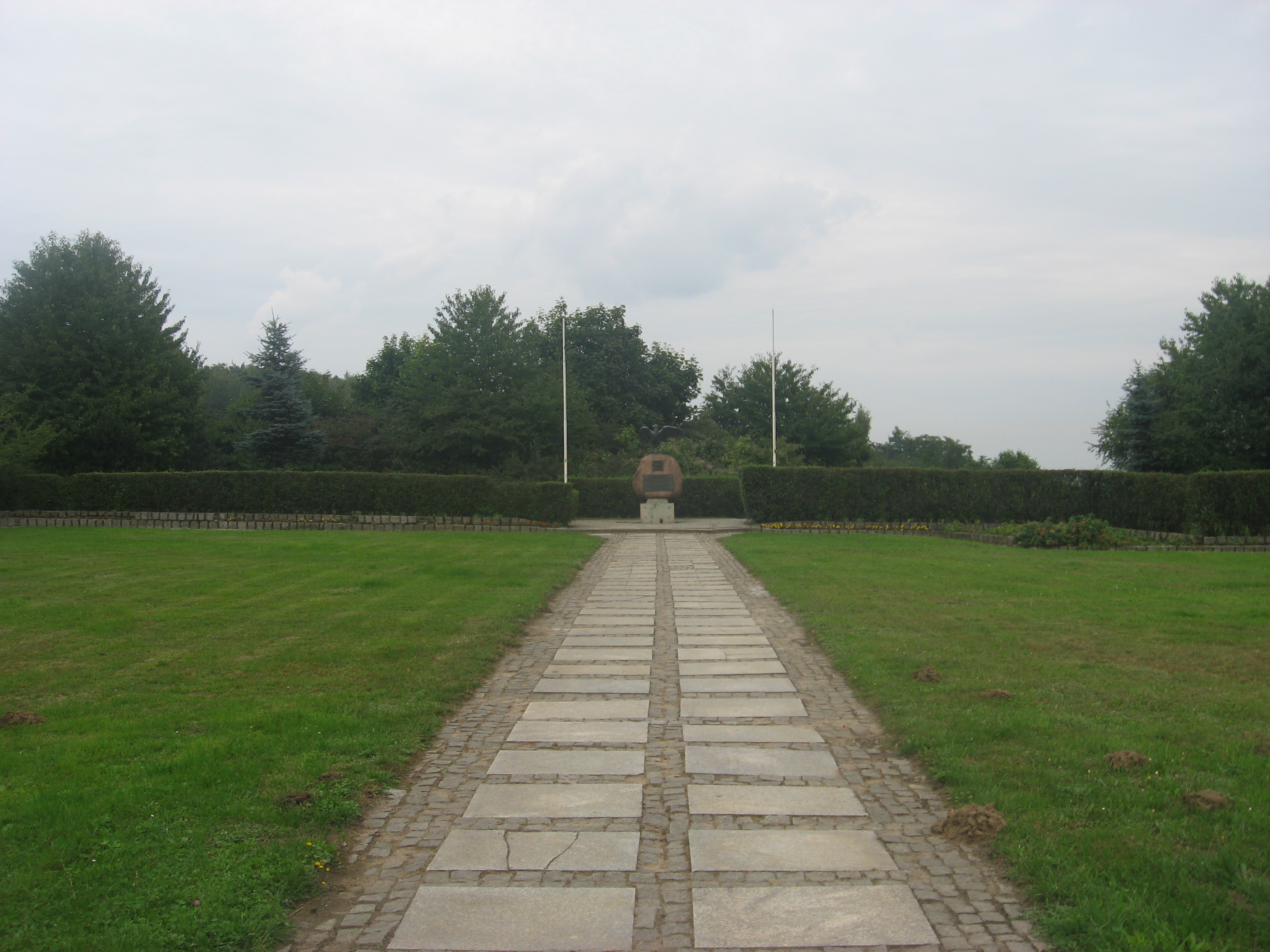
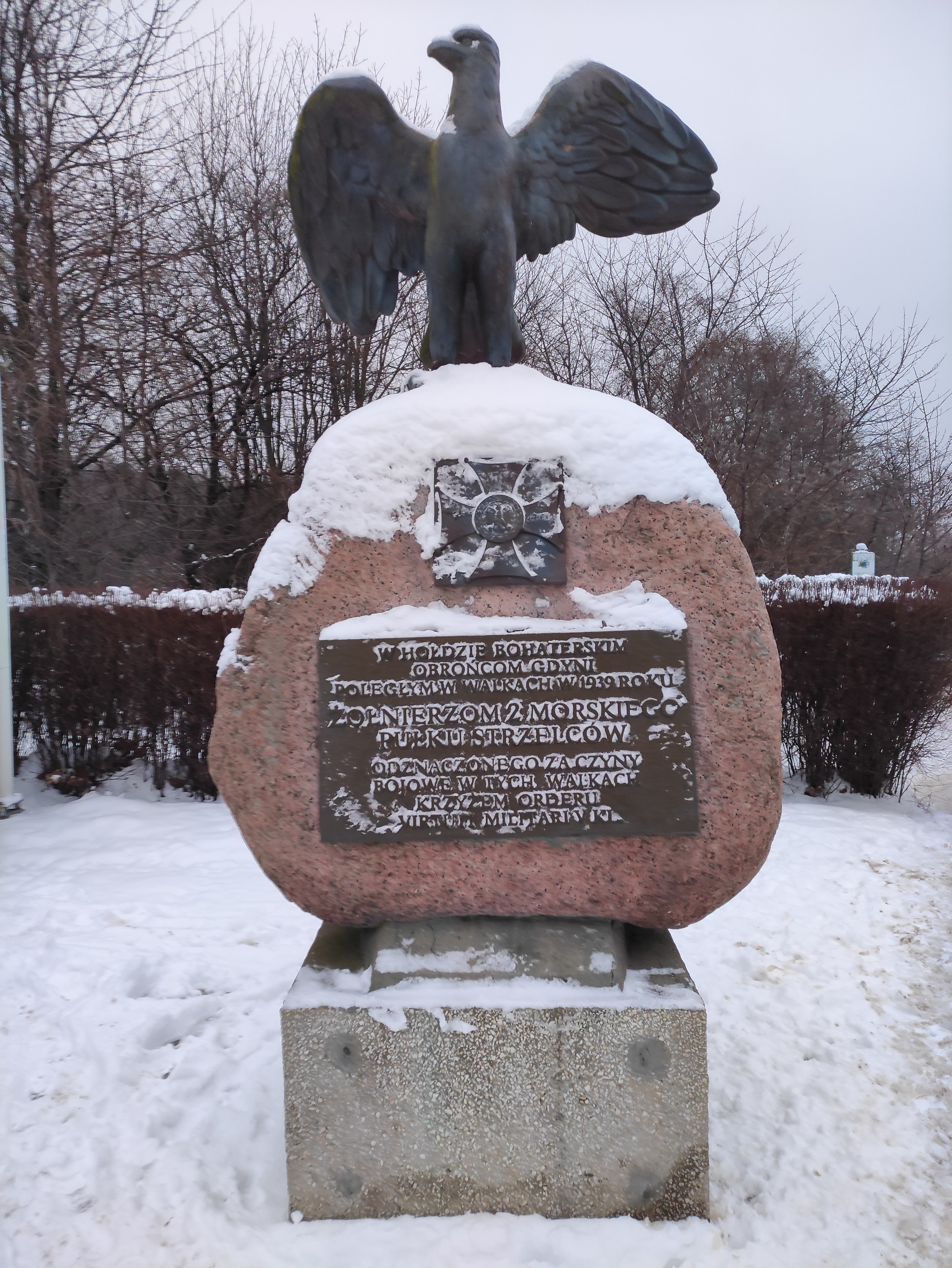
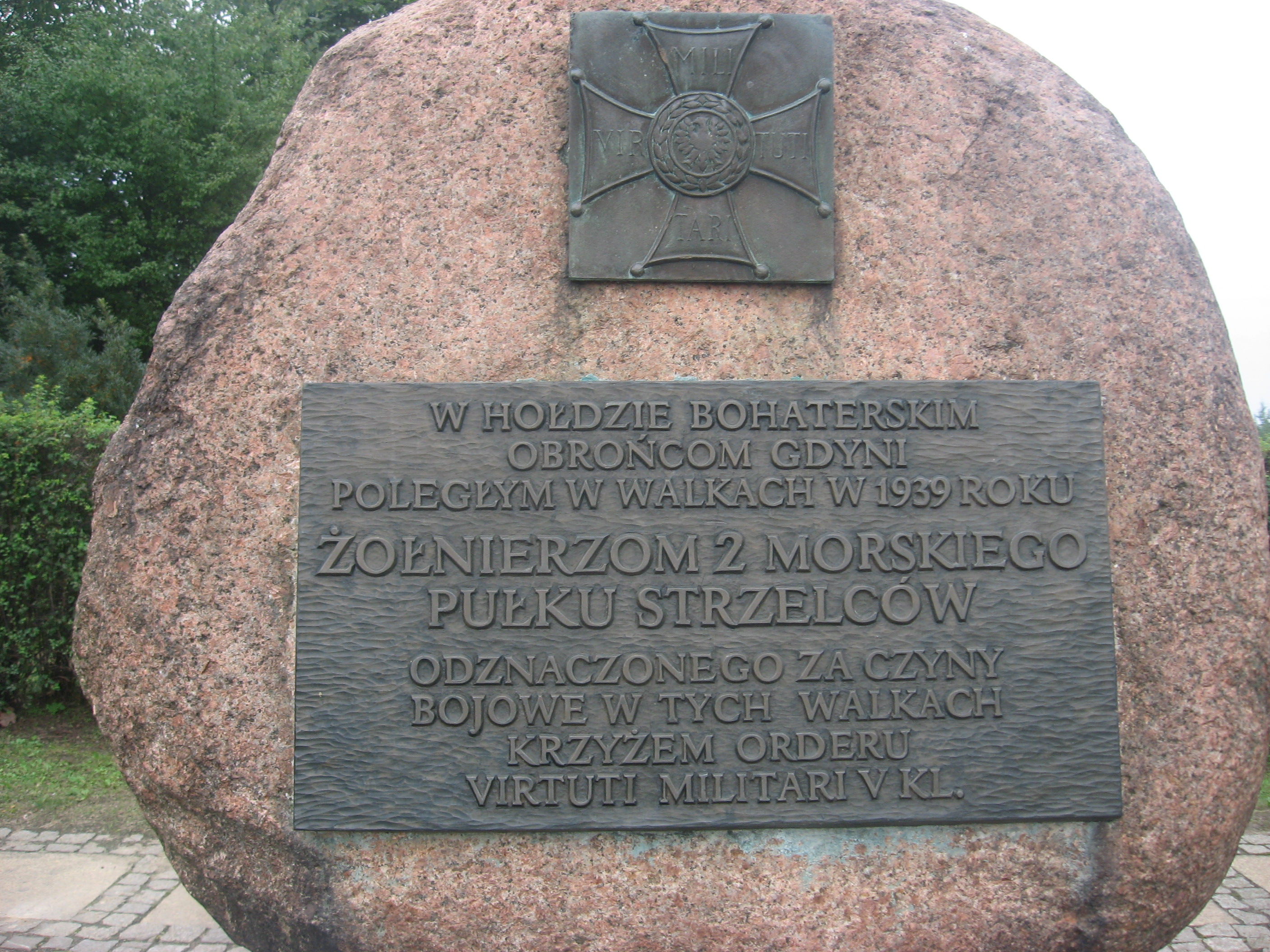
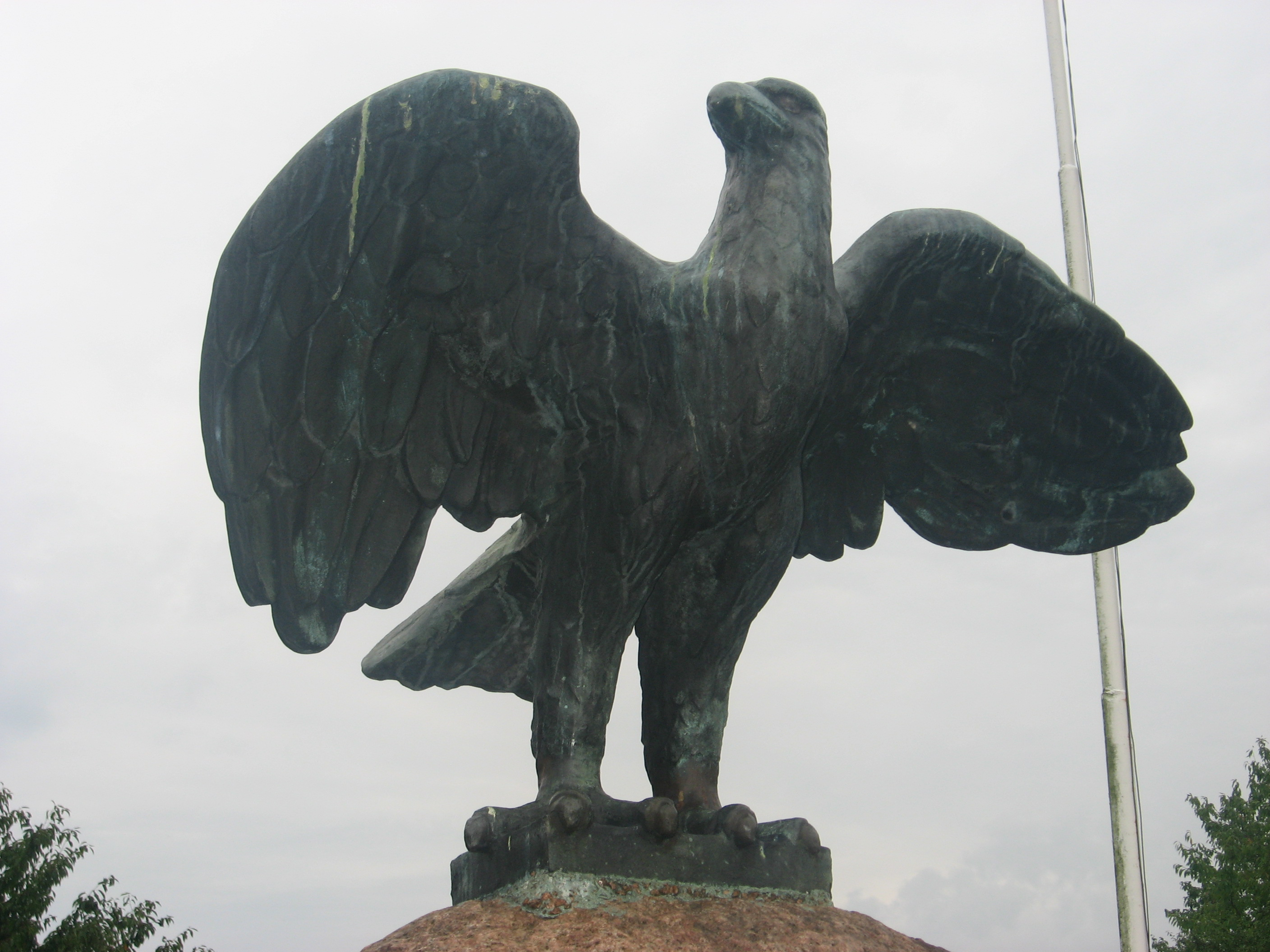

## Další informace
Pomník obránců Gdyně 1939 je věnován vojákům 2. mořského střeleckého pluku (2 Morskiego Pułku Strzelców). Polští vojáci zde sváděli těžké obranné boje ve druhé světové válce. Velitelem pluku byl plukovník Ignacy Szpunar. Pomník je vytvořen z žulového bludného balvanu, který zde byl přírodními procesy dopraven během doby ledové z Fennoskandinávie. Pomník je umístěn na soklu na vydlážděném prostranství. Na balvanu je umístěn bronzový orel roztahující si křídla, který má pravé křídlo poraněné. Na balvanu je bronzová deska s Křížem Virtuti military a také bronzová deska s nápisem v polštině:
| „ | V HOŁDZIE BOHATERSKIM OBROŃCOM GDYNI POLEGŁYM W WALKACH W 1939 ROKU ŻOŁNIERZOM 2 MORSKIEGO PUŁKU STRZELCÓW ODZNACZONEGO ZA CZYNY BOJOWE W TYCH WALKACH KRZYŻEM ORDERU VIRTUTI MILITARI V KL. | “ |